# Протести у Ирану 2022.
Протести у Ирану у септембру 2022. почели су 14. септембра 2022. године након смрти Махсе Амини, која је умрла након што ју је притворила (и наводно претукла) Полиција за навођење, исламска „морална полиција“ Ирана. Протести су почели у градовима Сакез, Санандаџ, Дивандарех, Банех и Бијар у провинцији Курдистан, а касније су се проширили на друге делове Ирана. Ови протести су се брзо проширили након једног дана и на градове Техеран, Хамедан, Машхад, Сабзевар, Амол, Исфахан, Керман, Шираз, Табриз, Рашт, Сари, Караџ, Тонекабон, Арак, Илам и многе друге.
Закључно са 23. септембром 2022, барем 41 демонстрант је убијен, што ово чини најсмртоноснијим протестима од протеста 2019—2020. где је погинуло 1500 људи.
Приступ интернету је лимитиран, а приступ апликацијама као што су Инстаграм и Вотсап је блокиран. Ово су вероватно најоштрије рестрикције приступу интернета у Ирану од протеста 2019—2020, кад је приступ интернету био потпуно блокиран.

## Позадина
Махса Амини је била 22-годишња Иранка коју је ухапсила Патрола за навођење (Морална полиција) 14. септембра 2022. године. Махди је претрпела мождану смрт због наводног премлаћивања, задобила је повреду лобање и умрла два дана касније, 16. септембра. Након њене сахране, протести су одржани у различитим деловима Ирана. Касније је 18. септембра из провинције Курдистан позвано на протесте широм земље. Странке иранског Курдистана и грађански и политички активисти Курдистана прогласили су понедељак даном генералног штрајка.

## Протести
Неколико сати након што је Махса Амини умрла, група људи се окупила у знак протеста против њеног убиства у близини болнице Касар и узвикивала пароле попут „Смрт диктатору“, „Патрола за навођење је убица“, „Убићу, убићу онога ко је убио моју сестру“, „Кунем се Махсином крвљу“, „Иран ће бити слободан“, „ Хамнеј је убица, његова влада је неважећа“ и „Угњетавање жена од Курдистана до Техерана“. Ови протести су наишли на гушење и хапшење демонстраната. Одређени број жена су скинуле и спалиле своје хиџабе као одговор на напад снага против побуњеника и узвикивале слоган „Бесрамни Даеш". Неки људи су трубили на улицама у знак протеста. Такође, грађани Техерана скандирали су слогане против иранског суверенитета и закона о обавезном ношењу хиџаба окупљајући се ноћу око трга Аргентина у Техерану. Група жена је скинула шалове и узвикивала пароле полицајцима на другом ноћном скупу. Објављени снимци показују хапшење неких од демонстраната уз насилно поступање.

### 17. септембар
Од суботе, након Аминине сахране, Сакез, њен родни град и град Санандаџ били су поприште масовних протестних скупова, где су снаге безбедности употребиле насилну силу да растерају демонстранте. Објављена слика Аминијеве гробнице у Сакезу приказује речи на камену изнад ње на курдском:
„Зина (Махса), нећеш умрети, твоје име ће постати симбол”

### 18. септембар
Становници Санандаџа поново су у недељу увече изашли на улице да протестују против смрти Махсе и узвикивали пароле „Смрт диктатору", „Срам нас било, срам нас било / наш скотски вођа" и „Смрт Хаменеју”. Група жена скинула је хиџаб у знак протеста. Према непотврђеним изворима које цитира Би-Би-Си, снаге безбедности су пуцале на демонстранте. Такође, један број студената Техеранског универзитета одржао је протестни скуп у недељу са плакатима у рукама. Овог дана пријављено је велико присуство снага безбедности у градовима Техерану и Машхаду.

### 19. септембар
До 19. септембра, услуга мобилног интернета је прекинута у центру Техерана. Према видео снимцима на друштвеним мрежама, протести су настављени у центру Техерана, северном граду Рашту, централном граду Ишфану, као и на територији западних Курда. Према Хенгаву, нордијској организацији која прати људска права у Ирану, три демонстранта су убиле снаге безбедности у провинцији Курдистан.
Полиција је убила 23-годишњег мушкарца по имену Фарјад Дарвиши док је протестовао у граду Валијашр у Урмији у Ирану. Наводно су га убили полицијски агенти обезбеђења током демонстрација и преминуо је на путу за болницу од повреда задобијених од пуцњаве.

### 20. септембар
Како преноси Глас Америке, непотврђени видео снимци на друштвеним мрежама приказују антивладине протесте у најмање 16 од 31 иранске провинције, укључујући Алборз, Источни Азербејџан, Фарс, Гилан, Голестан, Хормозган, Илам, Исфахан, Керман, Керманшах, Курдистан, Мазандаран, Казвин, Разави Хорасан, Техеран и Западни Азербејџан. Чинило се да демонстранти у Сарију скидају слике Ајатолаха и његовог претходника са градске зграде. Ирански државни медији јавили су да су три особе убијене у протестима у Курдистану. Према Хенгаву, снаге безбедности су убиле два мушкарца демонстранта у Западном Азербејџану, а на сличан начин је у Керманшаху убијена једна демонстранка. Тужилац у Керманшаху негирао је одговорност државе, наводећи да су људе убијали „антиреволуционарни елементи". Ирански државни медији известили су о смрти полицијског помоћника од демонстраната у јужном граду Ширазу. У граду Керману, жена је снимљена како скида хиџаб и сече коњски реп током протеста. Неки сведоци које је интервјуисао Си-Ен-Ен окарактерисали су данашње протесте као „блиставе протесте” који су настојали да се формирају, а затим се брзо распрше пре него што су снаге безбедности могле да интервенишу.

### 21. септембар
Жене у граду Сари су снимљене како пале своје хиџабе у знак протеста. Према Хенгаву, човек кога су снаге безбедности наводно упуцале 19. умро је 21. Хенгав је навео да су снаге безбедности до сада убиле укупно десет демонстраната; Амнести интернешенел је саопштио да је до сада потврдио осам од тих смрти. Амнести интернешенел је такође осудио оно што је назвао „незаконито коришћење птичје и друге муниције“ против демонстраната. Вотсап и Инстаграм, једине мејнстрим друштвене мреже и апликације за размену порука које су дозвољене у Ирану, биле су ограничене; поред тога, дошло је до широко распрострањеног гашења интернета, посебно на мобилним мрежама. Иранска државна милиција Басиј одржала је провладине контрамитинге у Техерану. У другим земљама, демонстрације солидарности са демонстрантима одржане су у земљама укључујући Канаду, Италију, Шведску, Турску и Сједињене Државе.

### 22. септембар
Демонстранти у Техерану и другим градовима су спаљивали полицијске станице и возила. Протести су настављени упркос гашењу интернета широм Ирана. Људи у различитим деловима главног града су наставили протесте под разним слоганима. Такође, људи у различитим областима земље који нису учествовали у протестима претходних година су то почели да чине. Ове протесте је гушио Корпус Чувара Исламске револуције, као и јединице за разбијање демонстрација иранске полиције. Демонстранти су гађани сузавцем, као и ватреним оружјем. Више људи је повређено и убијено.

### 23. септембар
Протести су настављени у Техерану, а сукоби су пријављени предвече у Исхфану. У многим градовима као што су Машад, Осхнавих и Бабол су настављени протести. Многе јавне личности су саветовале власт да не наставља опресију. Универзитети су прешли на онлајн наставу.
Амерички Стејт департмент је издао дозволу која свим корпорацијама дозвољава пословање на иранском интернет тржишту. Одмах потом, предузетник Илон Маск је изјавио да ће његова компанија Старлинк која се бави пружањем интернета сателитима, пружати приступ интернету у Ирану. Ипак, ажурирана дозвола не покрива хардвер који Старлинк користи, али тој компанији и другима је дозвољено да траже дозволу од Министарства финансија Сједињених Америчких Држава.

### 24. септембар
Протести у граду Осхнавих су се наставили, као и у Ширазу, а и у Техерану, испред Техеранског универзитета. Иранци у иностранству у градовима као што су Ербил, Берлин, Штутгард и Мелбурн су протествовали у знак подршке људима у Ирану.
У провинцији Гиљан, полиција и Револуционарна гарда је ухапсила 739 особа као и више особа у Керману.
- Протест подршке Иранцима у Штутгарту, у Немачкој

## Гашење интернета
Како би било спречено ширење слика и видеа из Ирана на интернету и како би се спречило њихово допирање до светских медија, иранска влада је првобитно угасила приступ интернету у градовима Сакез и Сандадаџ на пар дана. Са ширењем протеста на цео иран, влада Исламске Републике је гасила интернет широм Ирана. На Твитеру, платформа за дописивање Вотсап изјабвила је да ради на томе да њени ирански корисници остану повезани и да неће блокирати иранске бројеве телефона са платформе.

## Реакције
Након фотографија и видео снимака протеста и снага за реаговање које су приказане током протеста, многе међународне групе за људска права, као што су Иранска група за људска права и група Хјуман рајтс воч, и вршилац дужности високог комесара УН за људска права Нада Ал-Насхиф, објавиле су изјаве о забринутости. Група Хјуман рајтс воча изразила је конкретну забринутост због извештаја који, чини се, указују на то да власти користе сузавац и смртоносну силу да растерају демонстранте.

## Галерија
- „Жена, живот, слобода"; Један од главних слогана демонстраната